# Folkert Rickers
Folkert Rickers (* 18. April 1938 in Oldenburg (Oldenburg); † 6. Januar 2011) war ein deutscher evangelischer Theologe, Hochschullehrer und Autor.

## Biografie
Nach dem Abitur studierte Rickers von 1959 bis 1964 evangelische Theologie an der Kirchlichen Hochschule Bethel, der Universität Zürich, der Ruprecht-Karls-Universität Heidelberg sowie der Georg-August-Universität Göttingen. 1967 erfolgte seine Promotion zum Doctor theologiae an der Ruprecht-Karls-Universität Heidelberg. Im Anschluss wurde er nach dem Vikariat sowie der Ordination 1972 zum Akademischen Oberrat für evangelische Religionspädagogik und Didaktik an die Abteilung Aachen der Pädagogischen Hochschule Rheinland berufen. Nach seiner dort 1978 erfolgten Habilitation wurde er 1982 zum Professor für evangelische Theologie an die RWTH Aachen berufen.
1987 erfolgte sein Ruf zum Professor an dem Lehrstuhl für evangelische Theologie und Religionspädagogik an die Universität-Gesamthochschule Duisburg, wo er bis zu seiner Emeritierung 2003 als Hochschullehrer tätig war.
Rickers, der den Begriff des interreligiösen Lernens mitprägte, war auch nach seiner Emeritierung als Forscher am Institut für evangelische Theologie der Universität Duisburg-Essen (UDE) sowie an der von ihm dort 1996 mitbegründeten Arbeitsstelle für interreligiöses Lernen tätig. Zu seinen Forschungsschwerpunkten gehörten insbesondere die interkulturelle Religionspädagogik sowie die Geschichte der Religionspädagogik zur Zeit des Nationalsozialismus. Dabei beschäftigte er sich in seinen Veröffentlichungen unter anderem mit Persönlichkeiten wie Hugo Rönck, Paul Schneider und Hermann Werdermann.

## Veröffentlichungen
- Zwischen Kreuz und Hakenkreuz. Untersuchungen zur Religionspädagogik im „Dritten Reich“, Neukirchener Verlag, Neukirchen-Vluyn 1995, ISBN 3-7887-1511-1, S. 100–143.
- Widerstehen in schwerer Zeit. Erinnerung an Paul Schneider (1897–1939). Ein Arbeitsbuch für den Religionsunterricht in den Sekundarstufen und für die kirchliche Bildungsarbeit; Verlag des Neukirchener Erziehungsvereins, Neukirchen-Vluyn 1998, ISBN 3-7887-1673-8.
- mit Eckart Gottwald: Vom religiösen zum interreligiösen Lernen, Neukirchen-Vluyn 1998, ISBN 978-3-7887-1691-2.
- mit Norbert Mette (Hrsg.): Lexikon der Religionspädagogik. Neukirchen 2001. ISBN 978-3-7887-1798-8.
- mit Bernhard Dressler: Thematisch-problemorientierter Religionsunterricht. Aufbruch – Bewährung in der Praxis – Impulse, Neukirchen-Vluyn 2003, ISBN 3-7887-1985-0.
- Islam – eine religionspädagogische Herausforderung, in: Wolf-Dietrich Bukow, Erol Yildiz: Islam und Bildung, 2003, ISBN 3-8100-3597-1.[1]
- Die Zukunft des Religionsunterrichts im Horizont von Globalisierung und Multikulturalität. Verlag Traugott Bautz, Nordhausen 2004, ISBN 978-3-88309-152-5.
- mit Eckart Gottwald: www.geld-himmeloderhölle.de. Die Macht des Geldes und die Religionen. Anstösse zum interreligiösen Lernprozess im Zuge der Globalisierung, Neukirchen-Vluyn 2008, ISBN 978-3-7887-1932-6.